# 蜷川村
蜷川村（にながわむら）は、かつて富山県上新川郡にあった村。現在は富山市中南部の蜷川地区となっており、地区内には北陸自動車道富山インターチェンジや、曹洞宗の古刹・最勝寺もある。

## 沿革
- 1889年（明治22年）4月1日 - 町村制の施行により、上新川郡赤田村、小杉村、二俣村、袋村、布市村、最勝寺村、黒瀬村、八日町村、黒崎村及び下掛尾村の区域の一部の区域をもって、上新川郡蜷川村が発足する。
- 1942年（昭和17年）5月20日 - 富山市に編入する。

## 歴代村長
出典→
1. 黒越六平 - 1889年5月30日 - 1903年6月5日（4選）
2. 宮田民次郎 - 1903年12月19日 - 1904年10月2日
3. 布村吉太郎 - 1904年10月3日 - 1907年8月23日
4. 金岡安治 - 1907年10月18日 - 1908年8月24日
5. 布村吉太郎 - 1908年9月19日 - 1923年4月30日（4選）
6. 金岡清信 - 1923年5月15日 - 1926年7月23日
7. 西野作次郎 - 1926年7月28日 - 1928年8月2日
8. 吉岡定次郎 - 1928年8月18日 - 1929年11月29日
9. 黒瀬蓑次郎 - 1929年12月14日 - 1933年3月23日
10. 岡本美治 - 1933年3月27日 - 1939年5月2日（2選）
11. 永森仙太郎 - 1939年5月8日 - 1940年3月16日
12. 種田健作 - 1940年3月16日 - 1942年5月19日